# Inyo County

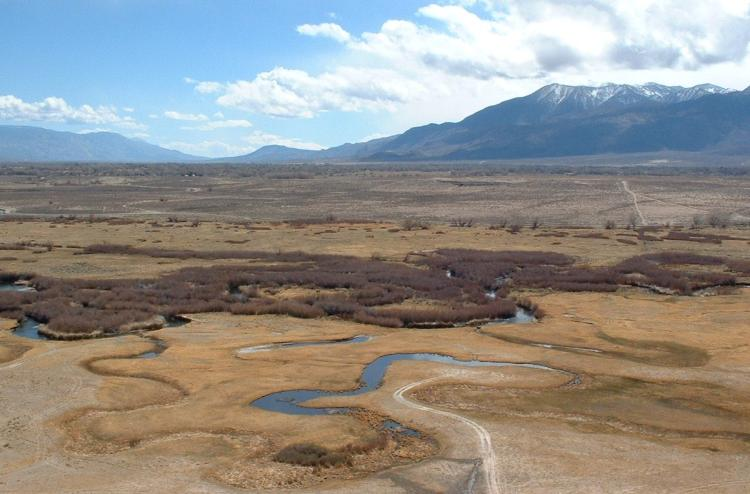
Owens River in de Sierra Nevada

Inyo County is een van de 58 county's in de Amerikaanse deelstaat Californië. De county ligt ten oosten van de Sierra Nevada, ten zuidoosten van Yosemite National Park en ten westen van de White Mountains en Inyo Mountains op de grens met Nevada. Het omvat de vallei van de Owens. De county is uitzonderlijk omdat ze zowel het hoogste punt van de aaneengesloten staten, Mount Whitney, omvat, als het laagste punt van Noord-Amerika, Badwater in Death Valley National Park.

## Geografie
De county heeft een totale oppervlakte van 26.488 km² (10.227 mijl²) waarvan 26.426 km² (10.203 mijl²) land is en 62 km² (24 mijl²) of 0,63% water is.

### Aangrenzende county's
- San Bernardino County - zuiden
- Kern County - zuidwest
- Tulare County - westen
- Fresno County - westen
- Mono County - noorden
- Esmeralda County in Nevada - noordoost
- Nye County in Nevada - oosten
- Clark County in Nevada - zuidoost

### Steden en dorpen
- Big Pine
- Bishop
- Cartago
- Chloride City (spookstad)
- Darwin
- Dixon Lane-Meadow Creek
- Furnace Creek
- Homewood Canyon-Valley Wells
- Independence
- Keeler
- Lone Pine
- Mesa
- Olancha
- Pearsonville
- Round Valley
- Shoshone
- Tecopa
- West Bishop
- Wilkerson

### Natuurgebieden
Inyo county bezit een natuurpracht, waaronder
- Mount Whitney, het hoogste punt in de VS buiten Alaska
- Badwater, in Death Valley, het laagste punt op het westelijk halfrond.
- Methuselah, een oude Bristlecone den, de oudste op aarde
- Owens Valley, de diepste vallei van het continent Amerika
- Bergen met een hoogte veel groter dan 14.000 voet, de Sierra Nevada en de White Mountains.